# ダウィ・ロリ
ダウィ・ロリ（Daui Rori）は、エリトリア・デブバウィ・ケイバハリ地方南東部の村で、南デンカリア地区に属する。北緯12度47分、東経42度12分。標高493m。マイティの20km南に位置する。東南16kmに国道P-7号線の通るデバイシーマがある。またすぐ南にはエチオピア国境がある。